# Fluocinonide
Fluocinonide (Fluonex, Lidex, Lidex-E, Lonide, Lyderm, và Vanos)  là một glucocorticoid mạnh dùng tại chỗ như một chống viêm đại lý cho việc điều trị các rối loạn về da như eczema và viêm da tiết bã nhờn. Nó làm giảm ngứa, đỏ, khô, đóng vảy, đóng vảy, viêm và khó chịu.
Nồng độ kê đơn thông thường là 0,05% dưới dạng kem bôi, thuốc mỡ, dung dịch hoặc gel. Khu vực ứng dụng thường không được bảo hiểm sau khi ứng dụng. Trong một số trường hợp nhất định, bác sĩ có thể đề nghị sử dụng băng bó sau khi bôi để tăng tốc độ và độ sâu của sự hấp thu. Tần suất áp dụng tùy thuộc vào tình trạng được điều trị và khu vực bị ảnh hưởng, nhưng thường xuyên nhất nên được áp dụng 2 đến 4 lần một ngày.
Fluocinonide được xếp hạng là "corticosteroid tại chỗ" có hiệu lực cao (thứ hạng cao thứ hai). Số lượng tối thiểu nên được sử dụng trong một khoảng thời gian tối thiểu để tránh sự xuất hiện của các tác dụng phụ. Fluocinonide không nên được sử dụng nếu có nhiễm trùng. Nó không nên được áp dụng cho mắt hoặc các khu vực nhạy cảm như bộ phận sinh dục hoặc hậu môn. Một tác dụng phụ tiềm ẩn phổ biến là teo da (mỏng da). Hấp thu toàn thân corticosteroid tại chỗ có thể tạo ra sự ức chế trục hạ đồi-tuyến yên-thượng thận (HPA) có thể đảo ngược, biểu hiện của hội chứng Cushing, tăng đường huyết và glucose niệu ở một số bệnh nhân.
Nên thận trọng khi sử dụng Fluocinonide khi điều trị cho trẻ em, phụ nữ có thai, cho con bú và bất cứ ai sử dụng thuốc trong thời gian dài hơn hai tuần.
Fluocinonide được sử dụng trong thú y. Đó là một điều trị cho dị ứng ở chó. Nồng độ cortisol toàn thân tự nhiên có thể bị ức chế trong vài tuần sau một tuần tiếp xúc tại chỗ.